# Good hearted woman (lied)
Good hearted woman is een lied van Waylon Jennings en Willie Nelson uit 1969.
Jennings bracht het in 1971 voor het eerst uit op een single die de derde positie van de Hot Country Singles van Billboard bereikte. Verder zette hij het een jaar later op zijn gelijknamige elpee en brachten beide countryartiesten het in 1976 ook nog samen uit op de elpee Wanted! The outlaws Als duet belandde de single op nummer 1 van de Hot Country Singles en nummer 25 van de Billboard Hot 100. Deze versie werd door de Country Music Association uitgeroepen tot Single van het jaar.
Het lied is geïnspireerd op Tina Turner die in 1997 zelf ook een uitvoering van het lied uitbracht. Ze schreven het toen ze in 1969 in een motel in Texas een advertentie lazen over Ike & Tina Turner. Ze schreven het nummer terwijl de vrouw van Nelson, Connie Koepke, het op papier zette.
Het lied werd in de loop van de jaren tientallen malen door bekende artiesten gecoverd maar behaalde geen hitnotering in Nederland of België. Voorbeelden van covers zijn van The Everly Brothers (1972), Jack Clement (1978), George Jones (1980), Marty Robbins (1981), Chet Atkins (1984), Johnny Russell (1989), Tina Turner (1997), Hank Williams III (2012) en de Nederlandse zangeres Lana Wolf (2015). Verder verscheen er in 1980 een Finse versie van Juice Leskinen, getiteld Soittajan vaimo.